# Zatoka strzałkowa górna
Zatoka strzałkowa górna (łac. sinus sagittalis superior) – w anatomii człowieka nieparzysta zatoka opony twardej mózgowia, należąca do grupy górnej (tylno-górnej) zatok. Przebiega wzdłuż linii pośrodkowej wewnętrznej powierzchni sklepienia czaszki, w bruździe zatoki strzałkowej górnej kości czołowej, obu kości ciemieniowych i kości potylicznej, od dołu i boków granicząc z brzegiem górnym sierpa mózgu i jego przyczepem do czaszki. Zatoka strzałkowa górna zaczyna się z przodu w okolicy grzebienia koguciego i otworu ślepego, kończy się przy guzowatości potylicznej wewnętrznej wpadając do spływu zatok. W tylnej części może jednak skręcać w stronę prawą lub lewą, przedłużając się w zatokę poprzeczną odpowiedniej strony. Od przodu ku tyłowi szerokość zatoki strzałkowej górnej stopniowo wzrasta, osiągając 1 cm. W swoim przebiegu, po obu stronach, szczególnie w części ciemieniowej, wytwarza rozszerzenia – rozstępy boczne (lacunae laterales), razem z którymi może osiągać szerokość 2 cm. Także po obu stronach od dołu wpuklają się w jej obręb (zarówno bezpośrednio do zatoki, jak i do zachyłków bocznych) liczne skupiska ziarnistości pajęczynówki. Jej dopływami są żyły górne mózgu, żyły oponowe, żyły śródkościa, żyły wypustowe ciemieniowe i potyliczne. Żyły oponowe i żyły śródkościa wpadają do rozstępów bocznych, żyły górne mózgu – bezpośrednio do zatoki.